# Elektrická drobná dráha Praha–Libeň–Vysočany
Elektrická drobná dráha Praha–Libeň–Vysočany byla druhá pražská elektrická tramvajová dráha a zároveň soukromá společnost Františka Křižíka, která tuto dráhu zřídila a provozovala. Dráha byla zprovozněna 19. března 1896 a po dokončení vedla od nádraží Státní dráhy v Praze (dnešní Masarykovo nádraží) přes Karlín (připojený k Praze až začátkem roku 1922) do dělnických předměstí Libně (k Praze připojené roku 1901) a do Vysočan (rovněž až do roku 1921 samostatných), měnících se tou dobou v města (Libeň byla městem od roku 1898, Vysočany od roku 1902).

## Výstavba

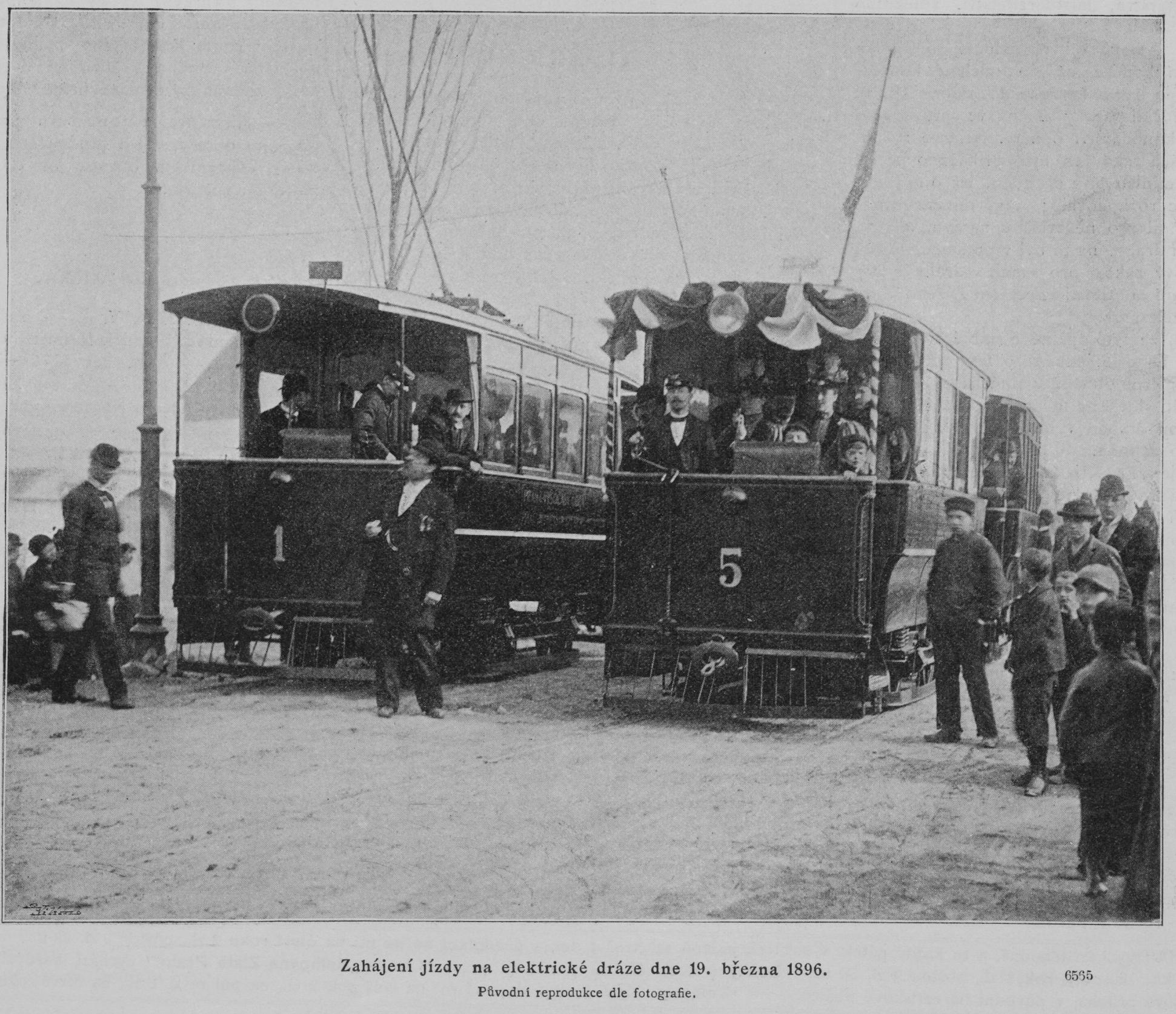
Zahájení provozu z Karlína do Libně 19. března 1896

Obec Libeň žádala provozovatele pražské koňky Edouarda Otleta o prodloužení jeho dráhy od vozovny v Karlíně do Libně. Protože však Otlet odmítl investovat do dráhy vlastní finance, obrátila se Libeň na Křižíka se žádostí o zřízení elektrické dráhy. 
Poté, co se roku 1891 v rámci Jubilejní výstavy osvědčila Křižíkova elektrická dráha na Letné, zahájil Křižík s povolením vídeňského ministerstva obchodu z 11. června 1892 přípravu elektrické dráhy z Karlína do Libně a Vysočan. 
Koncem února 1893 úřední komise projekt s dílčími úpravami schválila. Podle původního projektu měla odbočka do Libně vést přes Švábky a železničním podjezdem, byla však zvolena varianta z Palmovky s úrovňovým křížením železniční Severozápadní dráhy. 16. března 1895 udělilo ministerstvo obchodu koncesi ke stavbě a provozu dráhy. 
První 2,2 kilometru dlouhý úsek, od karlínské vozovny koněspřežné dráhy (dnešní zastávka Urxova) na Balabenku, byl slavnostně zprovozněn 19. března 1896 po deváté hodině ranní. Protože dnešní Sokolovská ulice byla dále směrem k Praze již obsazena dráhou koňky, elektrická dráha v úseku zprovozněném 5. září 1896 odbočovala dnešní Šaldovou ulicí a dále pokračovala dnešní Křižíkovou ulicí ke karlínskému varieté. V tomto úseku si elektrická dráha několik let konkurovala s dráhou Otletovy koňky. 4. října 1896 byla zprovozněna odbočka z Palmovky přes nový betonový most přes Rokytku k Libušáku (dnešní křižovatka Zenklovy a Prosecké ulice). 21. prosince 1896 byla z Karlína trať prodloužena ulicí Na Florenci k nádraží Státní dráhy (dnešní Masarykovo nádraží). 
V roce 1898 byla trať prodloužena z Balabenky k vysočanské lékárně (dnešní náměstí OSN). 
30. března 1903 byla z Balabenky zprovozněna ještě krátká odbočka do Českomoravské ulice ke strojírenské továrně (zhruba do míst pozdější zastávky Lokomotivka), ač projekt této odbočky byl schválen již 15. února 1898.
Křižíkovy záměry prodloužit síť do Troje nebo do Brandýsa nad Labem nedošly realizace.

## Popis a provoz
Celá lokální síť měla v roce 1896 délku 7,77 km. Tratě byly jednokolejné, ve vybraných stanicích byly výhybny pro míjení vozů. Výhybny byly u karlínské vozovny koňky (poblíž dnešní zastávky Urxova), u Rustonovy továrny (dnešní zastávka Invalidovna), na Palmovce a na Balabence, v novém úseku pak u Šaldovy ulice, na dnešním Karlínském náměstí, u karlínského divadla a na konečné u nádraží státní dráhy. 
Maximální povolená rychlost byla 15 km/h. V síti jezdily tři linky. Jezdilo se od 6 do 22 hodin, v intervalu 10 minut. 
Vozovna byla postavena na Švábkách, součástí areálu byla i parní elektrárna o výkonu 180 kW s dvěma vzájemně zálohovanými garniturami. Akumulátorová baterie s kapacitou 315 ampérhodin umožňovala dodávat proud po dobu až devítihodinového výpadku generátorů. 
Prvních 12 motorových a 5 vlečných vozů dodala firma Ringhoffer. Jeden z vozů byl vybaven též akumulátorovou baterií. Po prodloužení trati ve Vysočanech byly dosavadní vlečné vozy přestavěny na elektrické, jako vlečné vozy byly použity vozy ze zrušené letenské dráhy. 
V roce 1896 normální jízdné do šesti stanic činilo 5 krejcarů, nad šest stanic 10 krejcarů. Ve třech hodinových přepravních špičkách během dne se platilo zlevněné dělnické jízdné 3 nebo 6 krejcarů. Bloky 25 jízdenek měly zvýhodněnou cenu.

## Sjednocení s pražskou sítí
Elektrickým podnikům nabídl Křižík dráhu k odkoupení poprvé v březnu 1900. Prozatím nedošlo k odkoupení, ale jen k přeměně na akciovou společnost. V následujících letech se neuskutečnilo několik plánů na rekonstrukci či zdvojkolejnění některých úseků. Celou dráhu i s elektrárnou, vozovnou a vozy zakoupily Elektrické podniky za 2 200 000 korun jako poslední ze soukromých tramvajových drah v Praze a okolí, čímž byla od 5. srpna 1907 završena komunalizace a monopolizace tramvajové dopravy v aglomeraci. Teprve poté byly tratě postupně rekonstruovány. 18. září 1927 byl zrušen celý úsek v dnešní Křižíkově ulici a veškerý provoz tak zůstal jen v dnešní Sokolovské ulici, ve stopě bývalé koňky. 